# وانگ بیشینگ
وانگ بیشینگ (انگلیسی: Wang Beixing; ۱۰ مارس ۱۹۸۵ – ) اسکیت‌باز سرعت اهل چین بود.